# Grotte aux Fées
Die Grotte aux Fées ist eine Höhle bei Saint-Maurice im Kanton Wallis in der Schweiz. Sie ist vom Parkplatz beim Schloss Saint-Maurice erreichbar. Die Höhle ist touristisch erschlossen und kann im ausgebauten Teil ohne Begleitung besucht werden. Sie gilt als die erste für Touristen zugängliche Grotte der Schweiz.

## Geschichte
Im Jahre 1831 wurde erstmals eine Distanz von 600 Metern ab dem Eingang der Höhle begangen.

Bronzetafel für Maurice Eugène Gard beim Höhleneingang (1914)

1863 liess sie der Chorherr Maurice Eugène Gard für die Öffentlichkeit zugänglich machen. Zwei Jahre später gab man der Grotte für Werbezwecke statt ihrem ursprünglichen Namen «Trou aux Fayes» den heutigen Namen «Grotte aux Fées» (Feengrotte). Im beginnenden Zeitalter des Tourismus in Europa war der Erfolg davon abhängig, dass die natürlichen Sehenswürdigkeiten aktiv angepriesen wurden. Mit dem Besuch einer Grotte verband man gerne das Erlebnis von legendenhaften Schauplätzen.
Im Jahre 1925 erreichten die Höhlenforscher erstmals den Gipfel des Wasserfalls am Ende der Touristengalerie und entdeckten das obere Höhlennetz.
Die Schweizer Armee liess von 1935 bis 1936 einen Verbindungsstollen zwischen der Festung Cindey und dem Fort du Scex erstellen, der vom Hauptgang, der so genannten «Totengalerie», aus vorgetrieben wurde.

### Daten
| Länge der ausgebauten Touristengalerie   | 504 Meter  |
| Höhenunterschied in der Touristengalerie | 17 Meter   |
| Höhe des Wasserfalls und des Kamins      | 77 Meter   |
| Seefläche                                | 75 m²      |
| Lufttemperatur                           | 10°        |
| Wassertemperatur                         | 9°         |
| Länge der Totengalerie                   | 480 Meter  |
| Länge der oberen Galerie                 | 1200 Meter |
| Länge des ganzen Galerienetzes           | 2184 Meter |
| Gesamthöhe des Galerienetzes             | +166 Meter |